# Bottegia spectabilis
Bottegia spectabilis là một loài bọ cánh cứng trong họ Cerambycidae.